# Guaiçara (kommun)
Guaiçara är en kommun i Brasilien.   Den ligger i delstaten São Paulo, i den södra delen av landet, 700 km söder om huvudstaden Brasília. Antalet invånare är 10 671.
Följande samhällen finns i Guaiçara:
- Guaiçara

Omgivningarna runt Guaiçara är en mosaik av jordbruksmark och naturlig växtlighet. Runt Guaiçara är det ganska tätbefolkat, med 144 invånare per kvadratkilometer.